# آرثر مانينغ
آرثر مانينغ (بالإنجليزية: Arthur Manning)‏ هو سياسي أسترالي، ولد في 1872 في واجا واجا في أستراليا، وتوفي في 3 أبريل 1947 في سيدني في أستراليا. حزبياً، نشط في Nationalist Party (Australia) ‏. وقد انتخب عضو الجمعية التشريعية نيو ساوث ويلز.